# Amomyrtus
Amomyrtus é um género botânico pertencente à família Myrtaceae. O seu nome provém do grego Amo (cheiroso) + myrtus (referente ao nome da família).

## Espécies
- Amomyrtus luma
- Amomyrtus meli